# تشارلز هاتون
تشارلز هاتون (بالإنجليزية: Charles Hutton)‏ (و. 1737 – 1823 م) هو رياضياتي من المملكة المتحدة لبريطانيا العظمى وأيرلندا، ولد في نيوكاسل أبون تاين، وكان عضوًا في الجمعية الملكية، والأكاديمية الأمريكية للفنون والعلوم، والأكاديمية الملكية الهولندية للفنون والعلوم، توفي في لندن، عن عمر يناهز 86 عاماً.

## التعليم
تعلم في جامعة إدنبرة.

## جوائز
حصل على جوائز منها:
- وسام كوبلي (1778)[5]
- زميل في الجمعية الملكية.

## روابط خارجية
- تشارلز هاتون على موقع الموسوعة البريطانية (الإنجليزية)